# Sanguinarina
Sanguinarina é um tóxico alcalóide extraído de algumas plantas como: Sanguinaria Canadensis e Argemone mexicana
A sanguinarina mata células animais agindo na proteína transmembrana - ATPase.
Se aplicada sobre a pele, esta substância mata células e pode destruir a camada superficial.

## Utilização
- É utilizada em cremes dentais para melhorar a eficácia no combate à bactérias que causam a cárie e a doença periodontal.